# مارك ماكولاي
مارك ماكولاي (بالإنجليزية: Marc Macaulay)‏ هو ممثل أمريكي، ولد في 13 أكتوبر 1957 بميلينكوت في الولايات المتحدة.

## أعمال

### أفلام
- (1990) إدوارد ذو الأيدي المقصات[2]
- (1995) فتيان أشقياء[3][4][5]
- (1996) شخصي وعن قرب[6]
- (1997) اتصال[7][8][9]
- (1998) عرض ترومان[10]
- (1999) فطرة[11]
- (2003) سريع جدا غاضب جدا[12]
- (2003) وحش
- (2006) رذيلة ميامي[13]
- (2006) قلوب وحيدة[14]
- (2007) هاجس
- (2008) مارلي وأنا[15][16]
- (2009) أنا أحبك فيليب موريس
- (2009) تسعة موتى
- (2010) إدانة
- (2013) عبد لاثني عشر عاما[17][18]

### مسلسلات
- جوال تكساس ووكر

## وصلات خارجية
- مارك ماكولاي على موقع IMDb (الإنجليزية)
- مارك ماكولاي على موقع ألو سيني (الفرنسية)
- مارك ماكولاي على موقع أول موفي (الإنجليزية)
- مارك ماكولاي على موقع قاعدة بيانات الأفلام السويدية (السويدية)
- مارك ماكولاي على موقع قاعدة بيانات الفيلم (الإنجليزية)
- مارك ماكولاي على موقع كينوبويسك (الروسية)